# SV Motor Süd Neubrandenburg
Der SV Motor Süd Neubrandenburg ist ein Sportverein mit etwa 190 Mitgliedern, der in der ostmecklenburgischen Stadt Neubrandenburg ansässig ist. Er unterhält die Abteilungen Kanu und Badminton. Der Verein nutzt die Sporthalle des Albert-Einstein-Gymnasiums.

## Vereinsentwicklung
Der SV Motor Süd wurde am 17. August 1990 als eingetragener Verein gegründet. Er löste die Betriebssportgemeinschaft Motor Süd Neubrandenburg ab, die infolge der wirtschaftlichen Veränderungen nach der politischen Wende von 1989 ihre ökonomische Grundlage verloren hatte. Die BSG war am 1. September 1953 in der damaligen Bezirkshauptstadt des Bezirkes Neubrandenburg gegründet worden. Bereits ein Jahr später hatte sie 214 Mitglieder und bestand aus neun Sportsektionen. 1988 hatte sich die Mitgliederzahl auf 923 erhöht und es wurden die Sportarten Boxen, Fußball, Kegeln, Kanu, Schwimmen, Schach, Leichtathletik, Tischtennis, Gymnastik und Volleyball betrieben. Bis zur Gründung des Sportleistungszentrums SC Neubrandenburg im Jahre 1962 war Motor Süd Leistungsschwerpunkt des Bezirkes für den Kanusport. Die erfolgreichen Kanuten Rüdiger Helm und Andreas Dittmer begannen ihre sportliche Laufbahn bei der BSG Motor Süd. Nach der Vereinsgründung entwickelte sich die Abteilungen Badminton und Fußball am erfolgreichsten. Ihre Sportler schafften zeitweise den Aufstieg bis in die Landesliga. 

## Entwicklung des Fußballsports
Die BSG Motor Süd stand zeit ihres Bestehens im Schatten der erfolgreicheren Fußballmannschaften Turbine/SC/Post und Vorwärts Neubrandenburg. Motor Süd stieg erst 1976 in die drittklassige Bezirksliga Neubrandenburg auf. Danach gehörte die BSG dann aber zeitweise zu den Spitzenmannschaften und gewann 1987 und 1989 die Bezirksmeisterschaft. In den anschließenden Aufstiegsspielen zur DDR-Liga scheiterte sie jedoch jeweils eindeutig. Die letzte Saison der Bezirksliga im DDR-Spielbetrieb schloss die BSG Motor Süd mit Platz neun ab.
Neben den Aufstiegsspielen trat Motor Süd durch die Teilnahme am DDR-Fußballpokalwettbewerb 1982/83 ein weiteres Mal DDR-weit an. Nach dem Gewinn des Neubrandenburger Bezirkspokals hatte sich die Mannschaft für die Teilnahme an der ersten Hauptrunde des FDGB-Pokalwettbewerbes qualifiziert. Als Gegner war der Zweitligist KWO Oberspree Berlin ausgelost worden. Die eine Klasse tiefer spielenden Neubrandenburger konnten lange Paroli bieten und wurden erst in der Verlängerung mit 3:5 aus dem Wettbewerb geworfen.
Der SV Motor Süd erreichte nie die Ebene der Verbandsliga. 2005 stieg der Verein aus der Landesliga ab und spielte daraufhin in der Bezirksliga, nach der Ligenreform von 2008 in Staffel II der Landesklasse (8. Liga). 2013 musste der Abstieg in die Kreisoberliga hingenommen werden. Bereits ein Jahr später folgte der Abstieg in die zehntklassige Kreisliga. 2016 gelang der Aufstieg in die Kreisoberliga (Kreis Mecklenburgische Seenplatte).
Im Jahr 2020 löste sich die Fußballabteilung vom SV Motor Süd Neubrandenburg und gründete den FC Motor Süd Neubrandenburg. Aufgrund der Namensähnlichkeit und der daraus resultierenden möglichen Verwechslungsgefahr, reichte der SV Motor Süd Klage gegen den Fußballclub ein. 2022 konnte der Streit mit einem Vergleich beigelegt werden, durch den der neue Verein nun den Namen FC Motor Neubrandenburg Süd trägt.